# 呂理政
呂理政 （1950年8月2日—），台灣博物館學、人類學家，歷任國立臺灣歷史博物館館長、國立臺灣史前文化博物館籌備處主任、國立臺灣史前文化博物館研究員、宜蘭縣政府文化局祕書兼蘭陽博物館籌備處主任、國立臺灣歷史博物館籌備處主任等職。現在兼任國立臺北藝術大學傳統藝術研究所副教授。
呂理政在國立臺灣大學考古人類學系取得學位，著有《經緯福爾摩沙：16－19世紀西方人繪製台灣相關地圖》、《早期台灣歷史文獻研究書目》、《布袋戲筆記》、《帝國相接之界：西班牙時期臺灣相關文獻及圖像論文集》、《傳統信仰與現代社會》、《博物館展示的傳統與展望》、《遠古台灣的故事》、《神州腳印》、《古蹟民俗博物館》、《地球是個博物館》等書。他完成國立臺灣史前文化博物館、蘭陽博物館的籌設工作。2001年1月2日接任國立臺灣歷史博物館籌備處主任時，博物館籌設工作已經做了11年。
2006年9月1日，呂理政退休，行政院文化建設委員會主任秘書王壽來兼國立臺灣歷史博物館籌備處代理主任。2006年12月1日，呂理政王壽來在行政院文化建設委員會副主任委員吳錦發監交下，交棒給吳密察。2008年10月1日，在行政院文化建設委員會時任副主任委員張譽騰監交下，從國立臺灣歷史博物館副館長代理館長郭碧娥手中接第2任館長。2016年1月16日，呂理政屆齡退休，由王長華接任第3任館長。

## 外部連結
- 國立臺北藝術大學傳統藝術研究所呂理政介紹（页面存档备份，存于）

| 前任： 黃武忠                 | 國立台灣歷史博物館籌備處主任 2001年1月2日—2006年12月1日 | 繼任： 吳密察 |
| 前任： 吳密察、郭碧娥（代理） | 國立台灣歷史博物館館長 2008年10月1日—2016年1月15日      | 繼任： 王長華 |